# Herbert Reiter
Herbert Reiter (* 21. Februar 1968 in Altenmarkt im Pongau) ist ein österreichischer Schriftsteller. Er ist Mitglied der Salzburger Autorengruppe (SAG). Im Jahr 2001 erhielt Herbert Reiter den Rauriser Förderungspreis.

## Leben
Herbert Reiter wurde in der Gemeinde Altenmarkt geboren. Hier verbrachte er auch seine Kindheit. Nach der Pflichtschule erlernte er den Lehrberuf des Elektrikers. Sein Interesse für die Computertechnik führte ihn zu einer Salzburger Computerfirma, für die er elf Jahre als Techniker arbeitete. Erst spät entdeckte er die Literatur für sich.

## Schreiben
1999 legte Reiter die Berufsreifeprüfung ab. Im selben Jahr inskribierte er an der Universität Salzburg die Fächer Germanistik und Publizistik. Während dieser Zeit arbeitete Reiter unter anderem als Journalist für eine Salzburger Regionalzeitung und als Werbetexter. Reiter engagierte sich zudem in verschiedenen kulturellen Projekten (u. a. Kulturkreis Das Zentrum in Radstadt, A-Kultur in Altenmarkt im Pongau).
2000 trat er erstmals mit einem Text an die Öffentlichkeit, die Literaturzeitschrift SALZ veröffentlichte die Satire Immer Saison.
2001 erhielt er für das Prosawerk Sucht Goldberg den Rauriser Förderpreis. In diesem Text nahm Reiter das Bergbau-Tourismus-Net-Dorf Rauris zur Vorlage. Den historischen Goldbergbau, das Weiße Gold des Tourismus und die Goldgräberstimmung in den Neuen Medien verband er zu einer Textcollage. Ein Jahr später publizierte der Arovell-Verlag den Rauris-Text und weitere Kurzprosa unter dem Titel Sucht Goldberg (Arovell 2002).
2004 beendete Reiter sein Studium als Magister phil. In seiner Diplomarbeit beschäftigte er sich mit Peter Handkes Schreiben. Die Kindergeschichte (1981) ist Ausgang für seine Studie zur Kindheits-Poetik in Handkes Werk. Reiter schrieb seine Diplomarbeit bei Hans Höller. Im selben Jahr veröffentlichte er eine weitere Sammlung mit Kurzprosatexten, Stimm (Arovell 2004).
2008 erschien Reiters bislang letztes Buch: Reise Rom, ein Journalroman (Arovell 2008). Dieser Roman wurde durch ein Rom-Stipendium des Bundesministeriums für Unterricht, Kunst und Kultur gefördert. Reise Rom beschreibt den Alltag eines Programmierers und seine (Sprach-)Reise nach Rom.

## Publikationen
- Texte in den Literaturzeitschriften SALZ und LICHTUNGEN.
- Jahrbuch 1 Lo Scritto 2001
- Sucht Goldberg, Kurzprosa und Lyrik, Arovell Verlag, Gosau 2002
- Stimm, Kurzprosa, Arovell Verlag, Gosau 2004
- Reise Rom, Journalroman, Arovell Verlag, Gosau 2008
- Ohne Ablaufdatum, Anthologie, Salzburger Autorengruppe, Salzburg 2011